# Trabada
Trabada là một đô thị ở tỉnh Lugo ở Galicia. Đô thị này thuộc comarca la Mariña Oriental.
Dân số năm 2003: 1.579 người theo kết quả điều tra của INE.

## Parroquia
- Fornea (San Esteban)
- Ría de Abres (Santiago)
- Sante (San Julian)
- Trabada (Santa María)
- Valboa (Santa María Magdalena)
- Vidal (San Mateo)
- Vilaformán (San Juan)
- Vila Pena (Santiago)